# Las Herrerías de Valcarce
Pour les articles homonymes, voir Las Herrerías.
Las Herrerías de Valcarce, ou simplement Las Herrerías, est une des 23 pedanías (hameaux autonomes) de la commune espagnole (municipio) de Vega de Valcarce, dans la comarque de El Bierzo, province de León, communauté autonome de Castille-et-León, au nord-ouest de l'Espagne. Le nom « Herrería » signifie « Forge » et fait référence à une ancienne industrie du fer dans cette région minière.
Cette localité est une halte sur le Camino francés du Pèlerinage de Saint-Jacques-de-Compostelle. Il ne faut pas la confondre avec le lieu-dit de Las Herrerias plus en amont, qui fait partie de la localité et pedanía de La Portela de Valcarce, dans le même municipio de Vega de Valcarce.

## Géographie

### Localités voisines
| Nord-ouest La Faba et San Tirso (municipio de Vega de Valcarce) | Nord Las Lamas (municipio de Vega de Valcarce) | Nord-est Ransinde (municipio de Vega de Valcarce)                                  |
| Ouest Bargelas (municipio de Vega de Valcarce)                  |                                                | Est Samprón et Ruitelan (municipio de Vega de Valcarce)                            |
| Sud-ouest Lindoso (municipio de Vega de Valcarce)               | Sud San Julián (municipio de Vega de Valcarce) | Sud-est Vega de Valcarce (chef-lieu) et Villasinde (municipio de Vega de Valcarce) |

## Démographie
La localité compte 44 habitants.

## Culture et patrimoine

### Pèlerinage de Compostelle
Par le Camino francés du Pèlerinage de Saint-Jacques-de-Compostelle, le chemin vient de la localité de Ruitelán, dans le municipio de Vega de Valcarce.
La prochaine halte est la localité de La Faba, dans le même municipio de Vega de Valcarce.

### Patrimoine civil et naturel

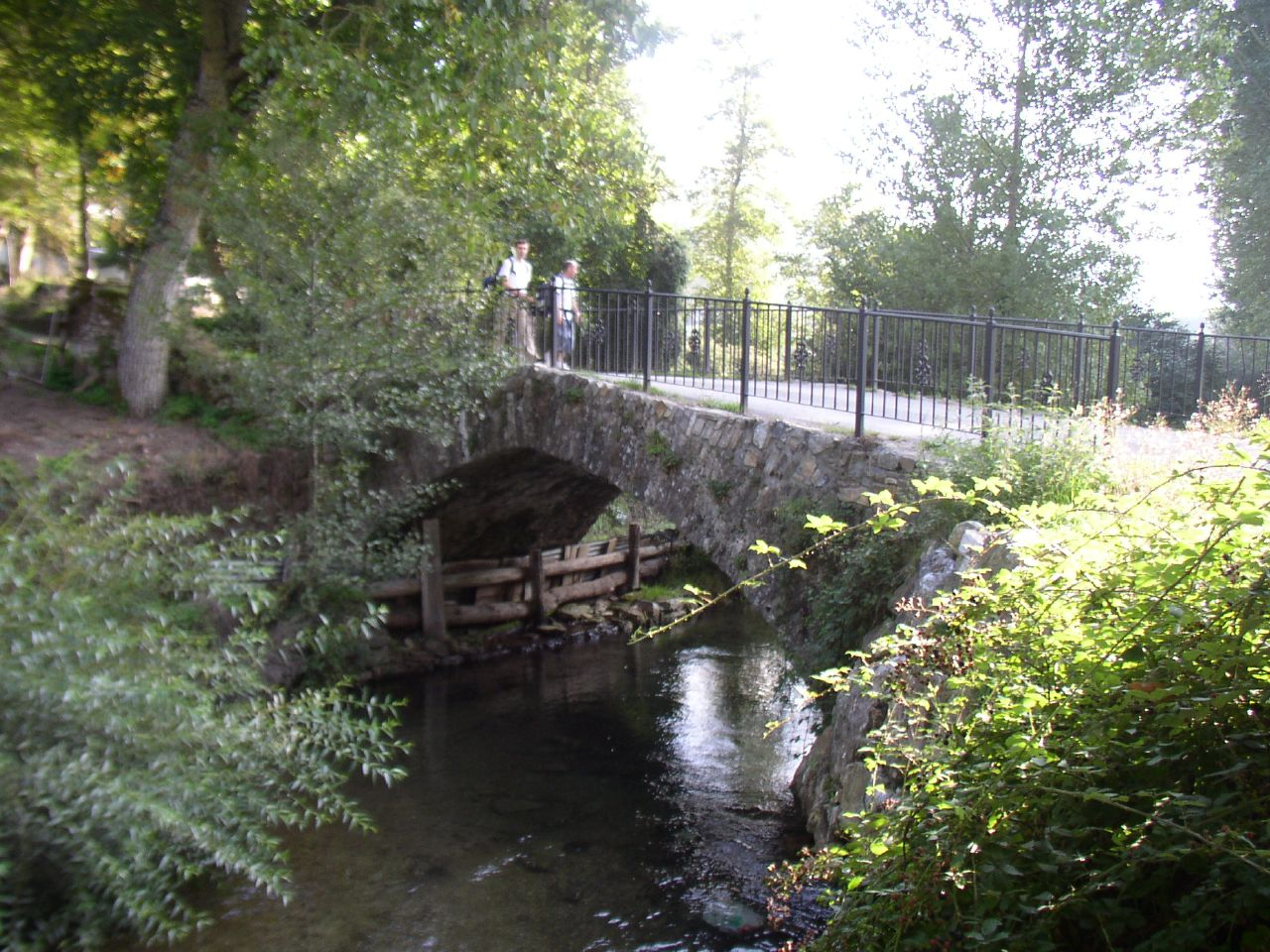
Pont sur le río Valcarce, près de Las Herrerías.

## Sources et références
: source principale
- (de) Cet article est partiellement ou en totalité issu de l’article de Wikipédia en allemand intitulé « Las Herrerías de Valcarce » (voir la liste des auteurs).
- (fr) Grégoire, J.-Y. & Laborde-Balen, L. , « Le Chemin de Saint-Jacques en Espagne - De Saint-Jean-Pied-de-Port à Compostelle - Guide pratique du pèlerin », Rando Éditions, mars 2006,  (ISBN 2-84182-224-9)
- (fr)« Camino de Santiago St-Jean-Pied-de-Port - Santiago de Compostela », Michelin et Cie, Manufacture Française des Pneumatiques Michelin, Paris, 2009,  (ISBN 978-2-06-714805-5)
- (fr)« Le Chemin de Saint-Jacques Carte Routière », Junta de Castilla y León, Editorial

1. ↑  (es) www.vegadevalcarce.net Lugares y monumentos.
2. ↑  (es) « internotes.cajaespana.es »(Archive.org • Wikiwix • Archive.is • Google • Que faire ?) Caja España - Datos Económicos y Sociales de las Unidades Territoriales de España - Ficha de municipio 2012 : Vega de Valcarce.